# روشيل كلارك
روشيل كلارك (بالإنجليزية: Rochelle Amy Clark)‏ هي لاعبة اتحاد الرغبي بريطانية، ولدت في 29 مايو 1981 في هاي ويكومب في المملكة المتحدة.

## وصلات خارجية
- الموقع الرسمي